# Magritte du cinéma 2018
De 8e uitreiking van de Magritte du cinéma vond plaats op 3 februari 2018 voor de Belgische Franstalige films uit 2017. De uitreiking vond plaats in het Square - Brussels Meeting Centre te Brussel met voor de derde maal Fabrizio Rongione als gastheer en werd rechtstreeks uitgezonden op La Deux. De grote winnaar was Insyriated van Philippe Van Leeuw met zes prijzen.

## Winnaars en genomineerden
De genomineerden werden op 11 januari 2018 bekendgemaakt.

### Beste film
- Insyriated van Philippe Van Leeuw
  - Chez nous van Lucas Belvaux
  - Dode hoek van Nabil Ben Yadir
  - Noces van Stephan Streker
  - Paris pieds nus van Dominique Abel en Fiona Gordon

### Beste regisseur
- Philippe Van Leeuw – Insyriated
  - Lucas Belvaux – Chez nous
  - Nabil Ben Yadir – Dode hoek
  - Stephan Streker – Noces

### Beste acteur
- Peter Van den Begin – King of the Belgians
  - Jérémie Renier – L'Amant double
  - Matthias Schoenaerts – Le Fidèle
  - François Damiens – Ôtez-moi d'un doute

### Beste actrice
- Émilie Dequenne – Chez nous
  - Lucie Debay – King of the Belgians
  - Cécile de France – Ôtez-moi d'un doute
  - Fiona Gordon – Paris pieds nus

### Beste debuutfilm
- Faut pas lui dire van Solange Cicurel
  - Even Lovers Get the Blues van Laurent Micheli
  - Je suis resté dans les bois van Michaël Bier, Érika Sainte en Vincent Solheid
  - Sonar van Jean-Philippe Martin
  - Spit'n'Split van Jérôme Vandewattyne

### Beste Vlaamse film
- Home van Fien Troch
  - Cargo van Gilles Coulier
  - King of the Belgians van Peter Brosens en Jessica Woodworth
  - Le Fidèle van Michaël R. Roskam

### Beste buitenlandse film in coproductie
- Grave van Julia Ducournau
  - Bacalaureat van Cristian Mungiu
  - Nelyubov van Andrej Zvjagintsev
  - I, Daniel Blake van Ken Loach

### Beste acteur in een bijrol
- Jean-Benoît Ugeux – Le Fidèle
  - Patrick Descamps – Chez nous
  - David Murgia – Dode hoek
  - Laurent Capelluto – Faut pas lui dire

### Beste jong mannelijk talent
- Soufiane Chilah – Dode hoek
  - Mistral Guidotti – Home
  - Arieh Worthalter – Le Passé devant nous
  - Baptiste Sornin – Sonar

### Beste actrice in een bijrol
- Aurora Marion – Noces
  - Lucie Debay – La Confession
  - Isabelle de Hertogh – La Fille de Brest
  - Yolande Moreau – Une vie

### Beste jong vrouwelijk talent
- Maya Dory – Mon Ange
  - Adriana de Fonseca – Even Lovers Get the Blues
  - Fantine Harduin – Happy End
  - Lena Suijkerbuik – Home

### Beste beeld
- Virginie Surdej – Insyriated
  - Ruben Impens – Grave
  - Juliette Van Dormael – Mon Ange

### Beste kostuums
- Noces – Sophie Van Den Keybus
  - Grave – Élise Ancion
  - King of the Belgians – Claudine Tychon

### Beste decor
- Grave – Laurie Colson
  - Mon Ange – Luc Noël
  - Noces – Catherine Cosme

### Beste montage
- Paris pieds nus – Sandrine Deegen
  - Chez nous – Ludo Troch
  - Home – Nico Leunen
  - Le Fidèle – Alain Dessauvage
  - Noces – Jérôme Guiot

### Beste filmmuziek
- Insyriated – Jean-Luc Fafchamps
  - Chez nous – Frédéric Vercheval
  - Le Fidèle – Raf Keunen

### Beste scenario of bewerking
- Philippe Van Leeuw – Insyriated
  - Lucas Belvaux – Chez nous
  - Peter Brosens en Jessica Woodworth – King of the Belgians
  - Stephan Streker – Noces

### Beste geluid
- Insyriated – Paul Heymans, Alek Gosse
  - Noces – Olivier Ronval, Michel Schillings
  - Sonar – Félix Blume, Benoît Biral en Frédéric Meert

### Beste korte film
- Avec Thelma van Ann Sirot en Raphaël Balboni
  - Kapitalistis van Pablo Muñoz Gomez
  - Le Film de l'été van Emmanuel Marre
  - Les Petites Mains van Rémi Allier

### Beste korte animatiefilm
- Le Lion et le Singe van Benoît Feroumont
  - 69 sec van Laura Nicolas
  - La Licorne van Rémi Durin
  - Le Vent dans les roseaux van Nicolas Liguori en Arnaud Demuynck

### Beste documentaire
- Burning out van Jérôme le Maire
  - Enfants du Hasard van Thierry Michel en Pascal Colson
  - La Belge Histoire du festival de Cannes van Henri de Gerlache
  - Rester vivants van Pauline Beugnies

### Magritte d'honneur
- Sandrine Bonnaire

## Films met meerdere nominaties
De volgende films ontvingen meerdere nominaties:
| Nominaties | Film                      | Gewonnen |
| ---------- | ------------------------- | -------- |
| 8          | Noces                     | 2        |
| 7          | Chez nous                 | 1        |
| 6          | Insyriated                | 6        |
| 5          | King of the Belgians      | 1        |
| 5          | Le Fidèle                 | 1        |
| 4          | Dode hoek                 | 1        |
| 4          | Grave                     | 2        |
| 4          | Home                      | 1        |
| 3          | Mon Ange                  | 1        |
| 3          | Paris pieds nus           | –        |
| 3          | Sonar                     | –        |
| 2          | Even Lovers Get the Blues | –        |
| 2          | Faut pas lui dire         | 1        |
| 2          | Ôtez-moi d'un doute       | –        |